# Lepanthes arachnion
Lepanthes arachnion là một loài lan phân bố từ México (Chiapas) to Central America.